# گرندبری مول
مرکز خرید گرندبری (به ژاپنی: グランベリーモール Grandberry Mall) بازار و مرکز خریدی است که در مینامی ماچیدا، در منطقهٔ ماچیدای توکیو پایتخت ژاپن واقع شده‌است. ساعت کار این مرکز خرید از ۱۰ صبح تا ۸ بعدازظهر می‌باشد.
این مرکز خرید از دوم دسامبر ۲۰۱۷ جهت گسترش و بازسازی تعطیل شده و بازگشایی آن در سال ۲۰۱۹ انجام خواهد شد.

## دسترسی به ایستگاه می‌نامی ماچیدا
- خط توکیو دن-ئن-توشی، ایستگاه می‌نامی ماچیدا